# Sonata for fiolin solo
De Sonata for fiolin solo, For Ragin van Johan Kvandal is geschreven voor de violiste Ragin Wenk-Wolff. Deze hield in september 1976 haar debuutconcert en bestelde daartoe een werk bij Kvandal. Aftenposten schreef de volgende dag dat zij een werk hoorde met serieuze ondertoon, maar ook trolachtige leukigheidjes.
De sonate heeft een afwijkende indeling, twee delen in plaats van drie. Die twee delen worden dan nog achter elkaar door gespeeld. De twee delen:
1. Andante – adagio
2. Allegro con brio

Ragin Wenk-Wolff heeft het werkje destijds ook vastgelegd op de elpee. Het werd eerst via Philips Records uitgebracht en later via Aurora.